# Узень-Баш
Узень-Баш (від тюрк. узен баш — початок, витік річки) — джерело і річка в ущелині Яман-Дере, бере початок на північних схилах Бабуган-яйли (Крим). На річці — водоспад Головкінського. Злиття річок Узень-Баш та Софу-Узень утворюють річку Улу-Узень, яка впадає в Чорне море в місті Алушта спочатку пройшовши через Ізобільницьке водосховище.

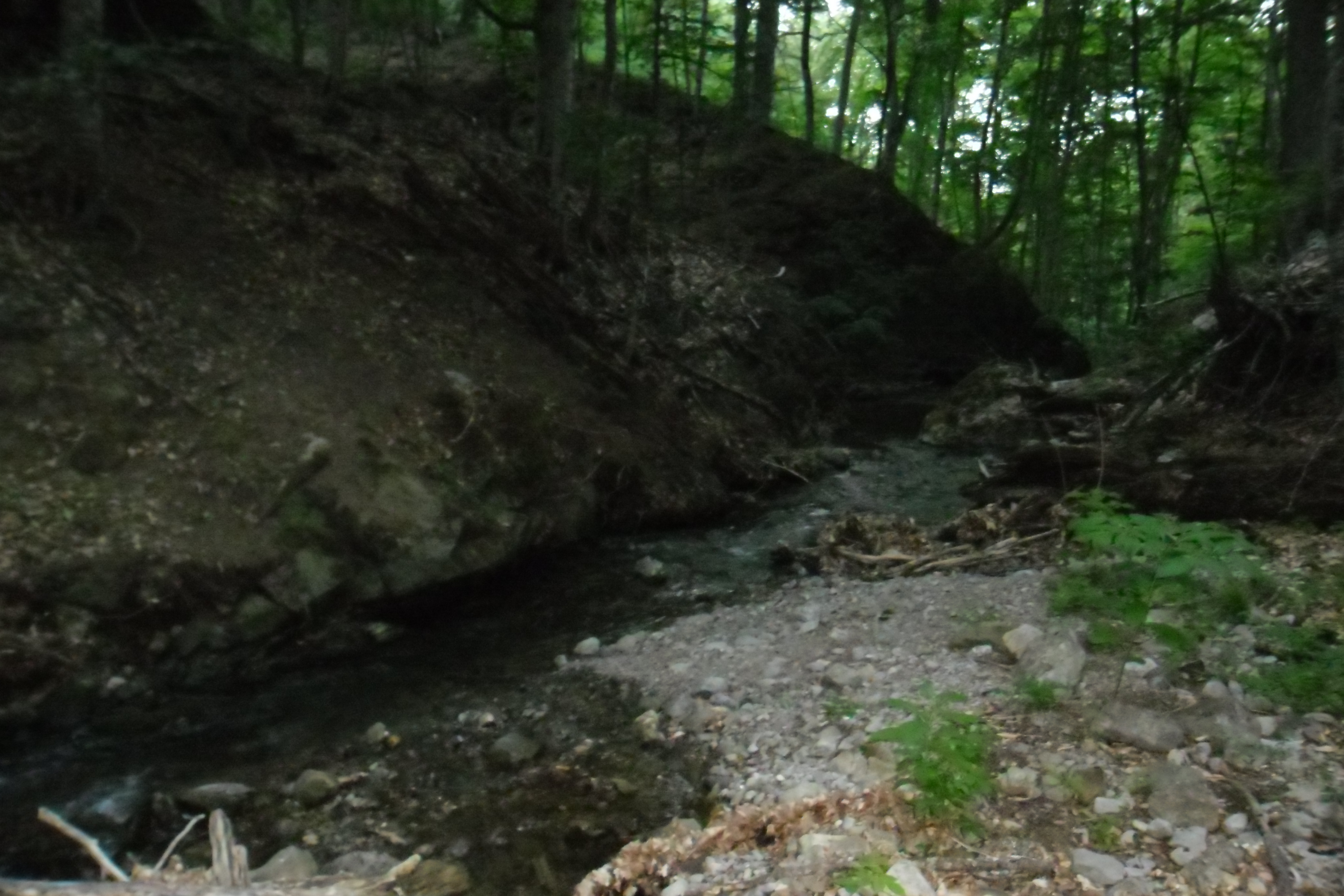
Узень-Баш у середній течії
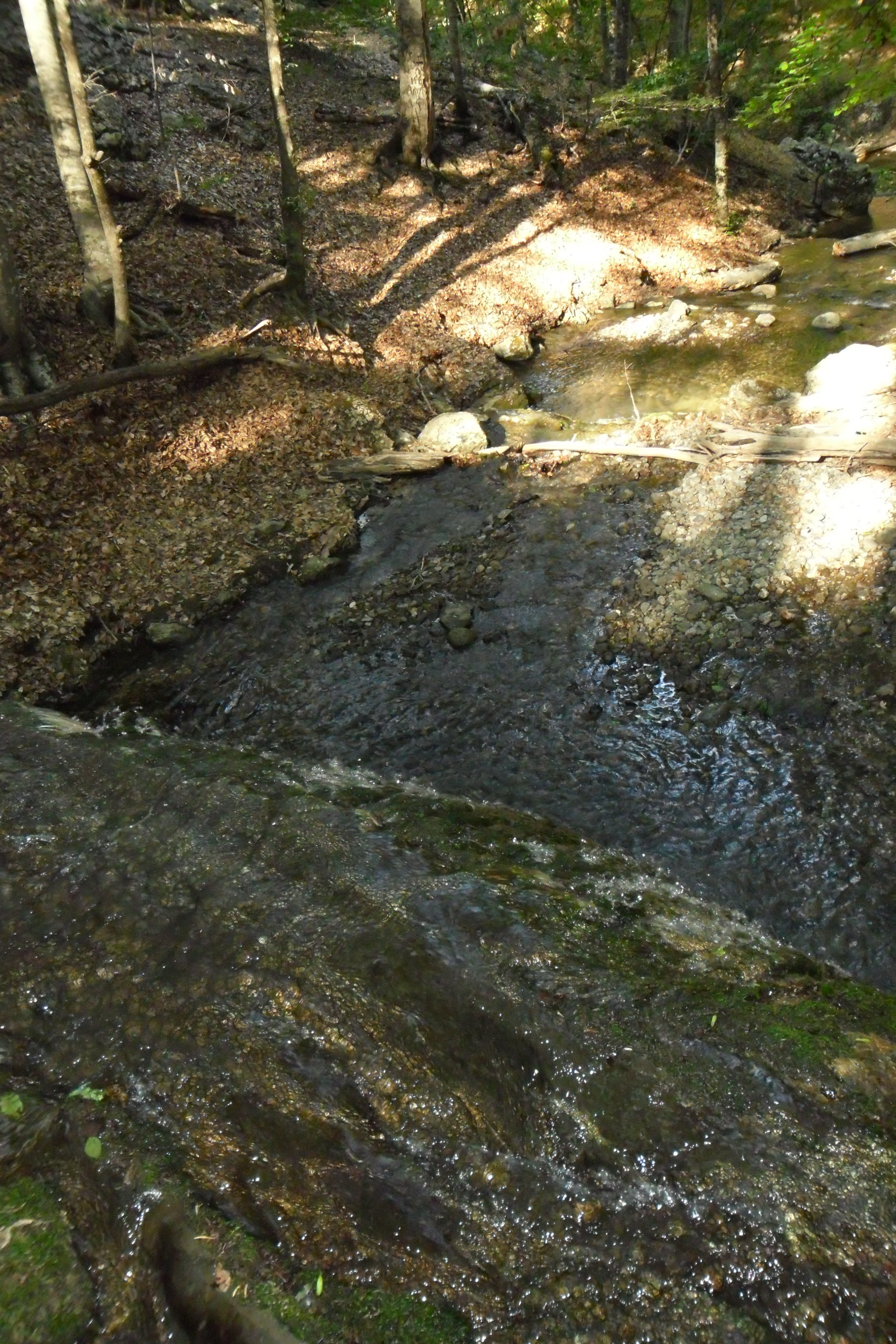
Узень-Баш поблизу Верхнього водоспаду Головкінського